# André Frossard
André Frossard (14. ledna 1915 – 2. února 1995) byl přední francouzský katolický spisovatel, publicista a filosof, od roku 1987 člen Francouzské akademie. Za války působil v protinacistickém odboji a byl vězněn v pevnosti Fort Montluc v Lyonu. Svědčil v procesu proti Kllausovi Barbiemu. Byl důstojníkem francouzské armády. Byl blízkým přítelem papeže Jana Pavla II.; rozhovor s papežem zaznamenal v knize N’ayez pas peur. Jeho knihy byly přeloženy do řady jazyků, včetně češtiny.
Patrně nejslavnějším a nejpřekládanějším Frossardovým dílem je autobiografická kniha Bůh je, já jsem ho potkal (orig. Dieu existe, je l’ai rencontré), v níž popisuje svou konverzi ke katolicismu, k níž došlo v roce 1935 (v mládí byl radikálním ateistou a socialistou). Jeho otcem byl Ludovic-Oscar Frossard, jeden ze zakladatelů Francouzské komunistické strany.

## Dílo
- La Maison des otages (1946)
- Histoire paradoxale de la IVe République (1954)
- Le Sel de la terre (1956)
- Voyage au pays de Jésus (1958)
- Les Greniers du Vatican (1960)
- Votre humble serviteur, Vincent de Paul (1960)
- Dieu existe, je l’ai rencontré (1969), česky jako Bůh je, já jsem ho potkal (1992)
- La France en général (1975)
- Il y a un autre monde (1976)
- Les trente-six preuves de l’existence du diable (1978
- L’art de croire (1979)
- N’ayez pas peur, dialogue avec Jean-Paul II (1982), česky jako Nebojte se! Dialog s Janem Pavlem II. (2000)
- La Baleine et le Ricin (1982)
- L’Évangile selon Ravenne (1984)
- Le Chemin de croix, au Colisée avec Jean-Paul II (1986)
- N’oubliez pas l’amour, la Passion de Maximilien Kolbe (1987)
- Le Crime contre l’humanité (1988)
- Portrait de Jean-Paul II (1988), česky vyšlo jako Portrét Jana Pavla II.
- Le Cavalier du Quai Conti (1988)
- Dieu en questions (1990, česky vyšlo jako Ptali jste se na Boha (1992)
- Le Monde de Jean-Paul II (1991
- Les grands bergers (1992)
- Excusez-moi d’être français (1992)
- Défense du Pape (1993
- L’Evangile inachevé (1995